# Lumír Sommer
Lumír Sommer (19. ledna 1929 Opava – 2. dubna 2019 Ostrava) byl český analytický chemik, odborník v oblasti atomové a molekulové spektroskopie, profesor analytické chemie Přírodovědecké fakulty Masarykovy univerzity v Brně a Fakulty chemické Vysokého učení technického v Brně.

## Životopis
Útlé dětství strávil v Hradci nad Moravicí. Základní školu navštěvoval v Ostravě – Vítkovicích, reálné gymnázium v Ostravě – Přívoze. Vysokoškolská studia chemie a fyziky s pozdější specializací na analytickou chemii absolvoval na Přírodovědecké fakultě Masarykovy univerzity v Brně (1948–1952). Na fakultě pak zůstal jako odborný asistent u profesora Arnošta Okáče, pod jehož vedením rozvíjel obor spektroskopie (1952–1958). Poté zde působil jako docent (1958–1964), profesor (1964–1995) a emeritní profesor (do roku 2000). Od roku 1995 byl též profesorem na Fakultě chemické Vysokého učení technického v Brně. Hodnost kandidáta chemických věd (CSc.) získal v roce 1956 a hodnost doktora chemických věd v r. 1964 (obě na VŠCHT Praha). V letech 1962–1965 a 1989–1991 byl děkanem Přírodovědecké fakulty MU a v letech 1989–1994 vykonával funkci vedoucího katedry analytické chemie.
Na pozvání zahraničních pracovišť absolvoval řadu přednáškových pobytů na evropských univerzitách i jinde v zahraničí (Německo, Velká Británie – Oxford, Kanada, USA, Indie, Japonsko, SSSR, Polsko, Bulharsko). V letech 1969/1970 působil jako hostující profesor na Dalhousie University v Kanadě.
Po celou profesní dobu působil intenzivně pedagogicky ve všech oborech výuky (základní, speciální i postgraduální) a vychoval mnoho studentů.
Svoji práci publikoval ve třech monografiích, ve stovkách článků v odborném tisku a rovněž v 17 vysokoškolských učebnicích.

## Profesní ocenění

### Nejdůležitější ceny a medaile[8]
- 1968: Cena Řehoře Mendla pro vědu (Brno)
- 1975: Pamětní medaile (Vysoká škola báňská – Technická univerzita)
- 1979: Pamětní medaile (Univerzita Palackého v Olomouci)
- 1997/1998, 2000, 2001, 2002 a 2003–2006: “Man of the Year” (International Biographical Centre)
- 1998: Hanušova medaile za zásluhy o chemii (Česká společnost chemická)
- 2001 a 2004: Zlatá medaile Masarykovy Univerzity
- 2001 a 2007: American Medal of Honor (American Biographical Centre)
- 2004: Pamětní medaile Vysokého učení technického v Brně
- 2006: World Medal of Freedom (American Biographical Institute)
- 2010: Medaile Jana Marka Marci z Kronlandu (Spektroskopická společnost JMM)[3]
- 2012:  Medaile Za zásluhy III. stupeň[9]

### Odborné publikace
- Sommer, Lumír. Analytical absorption spectrophotometry in the visible and ultraviolet: The principles. Budapest: Akadémiai Kiadó, 1989. 310 stran. ISBN 0-444-98882-3.